# Calliobasis bombax
Calliobasis bombax is een slakkensoort uit de familie van de Seguenziidae. De wetenschappelijke naam van de soort is voor het eerst geldig gepubliceerd in 1938 door Cotton & Godfrey.